# Zabuton

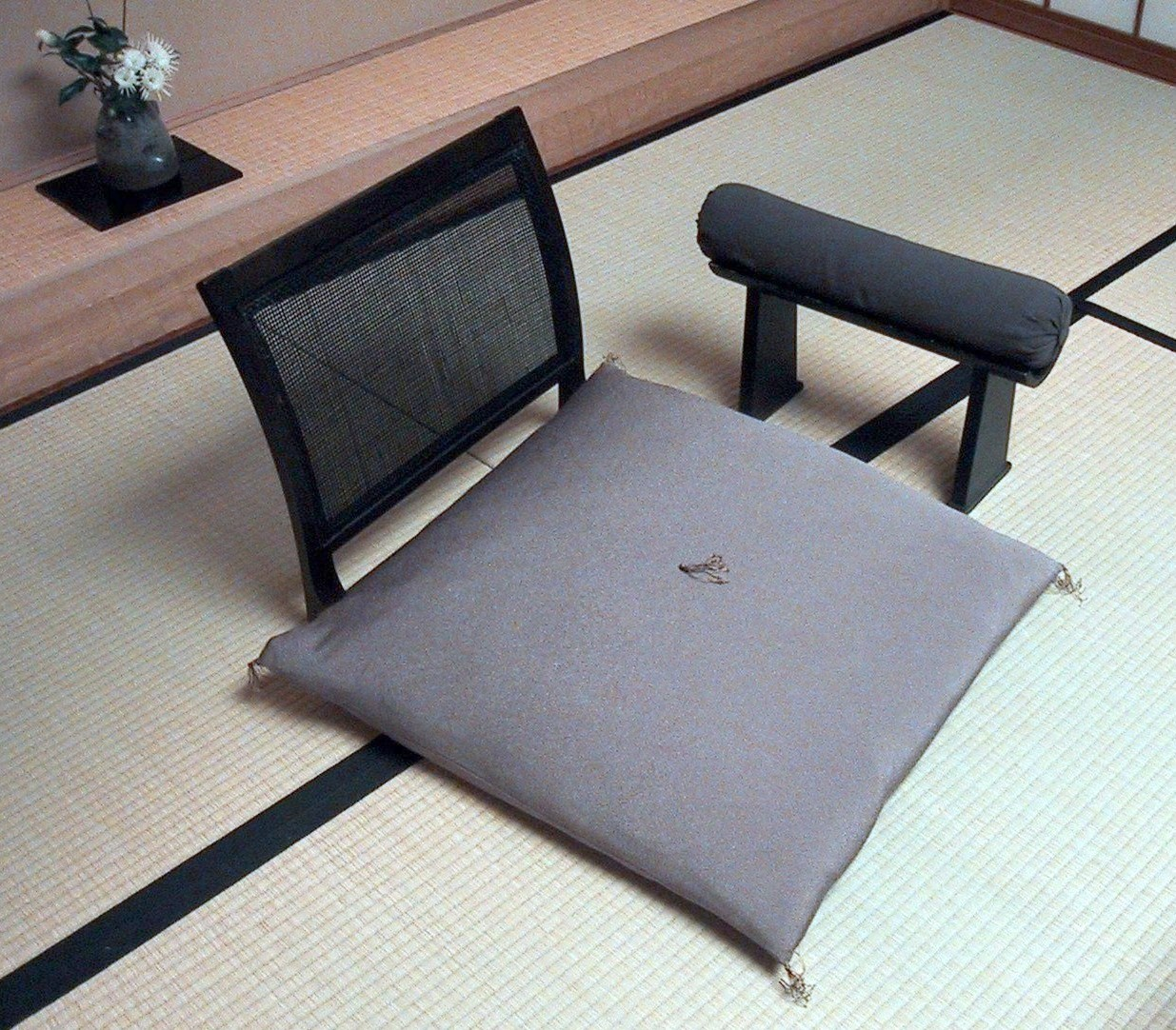
Zabuton - sedia giapponese

Lo Zabuton (座布団) è un cuscino tradizionale giapponese utilizzato, insieme allo zafu, per la meditazione Zen.
Viene anche usato come seduta da poggiare sul pavimento. Ancora oggi, infatti, molti giapponesi e amanti della cultura giapponese, 
preferiscono sedersi per terra sugli zabuton e sugli zafu piuttosto che sulle sedie. 
In occidente, lo zabuton viene spesso usato come cuscino per sedie e per divani.

## Composizione e misure standard
Lo zabuton è un mini-futon alto 10 cm; l'imbottitura interna e il rivestimento esterno sono in cotone.
Le misure standard sono 50x50 cm, 60x60 cm o 70x70 cm con uno spessore di circa 10 cm.
Lo Zabuton tradizionale è quadrato, ma ne esistono anche di forma rettangolare.